# Monasterio de Suvodol
El Monasterio de Suvodol (en serbio: Манастир Суводол) es un monasterio ortodoxo serbio situado en Selačka, en el municipio de Zaječar y en el distrito de Zaječar, en Serbia. Está registrado en la lista de monumentos culturales de gran importancia de República de Serbia.
El monasterio está dedicado a la Virgen María y en la actualidad vive en él una comunidad de monjas.

## Historia
Monasterio de Suvodol se encuentra en el pueblo de Selacke, a 26 km de Zaječar. Está ubicado en el valle del río Selačka en una llanura cortada en el lado norte de la montaña Manastirska Glava, debajo de las alturas de Janošica (992 m), Vetren (500 m) y Treska (1025 m). Está dedicada a la Natividad de la Santísima Virgen María (21 de septiembre), y como bien cultural inmueble tiene la condición de monumento cultural. Hay tres cuevas cerca del monasterio.
Hay varios testimonios sobre la época de su creación y su fundador. Sopiens don Shop afirma que la iglesia del monasterio fue construida durante la conquista de Bizancio, la ciudad de Vidin y toda el área de Vidin entre 1004 y 1008. El único remanente de ese período es una lápida de 1255. Según la tradición, el origen del monasterio está ligado al príncipe Lazar Hrebeljanovic (siglo XIV). La gente de esa zona dice que es la dotación de Nemanjić. No hay restos escritos sobre la construcción de la iglesia, porque el antiguo archivo del monasterio fue quemado durante la guerra serbio-turca de 1876-1878, y el más nuevo fue destruido durante la guerra serbio-búlgara.
La antigua iglesia del monasterio fue demolida en 1865, y se construyó y consagró una nueva iglesia en el sitio de la antigua. La construcción de la nueva iglesia comenzó en agosto de 1866, durante el gobierno deMihailo Obrenovic y el obispo Gerasim Stojković, y también fue consagrada con la entronización antimins por el obispo Evgeni Simonović el 25 de octubre de 1869. En esa ocasión, el obispo Evgenije dijo: “¡Recuerden, estas son las Sagradas Reliquias de Panteleimon, que están siendo selladas en este Santo Trono hoy!” Dentro del complejo del monasterio, hay alojamientos construidos en varios períodos de tiempo. La primera y más antigua posada fue construida en 1880 con los ladrillos sobrantes de la construcción de la iglesia. En su lugar, se construyó un dormitorio de monasterio nuevo y más grande en el período 1986 - 1999, gracias a los esfuerzos del director del monasterio, Hieromonk Justin, y la abadesa Anastasija Golić.
La segunda posada se construyó en 1920 durante la época del abad Nikanor Pujić, oriundo de Mali Izvir, y se utiliza para recibir a la gente durante las visitas más importantes al monasterio durante las festividades importantes. La tercera logia también se construyó durante la época del abad Nikanor Pujić en el período comprendido entre 1926 y 1930. Se construyó un nuevo albergue en el mismo lugar en el período 1978-1979 con los esfuerzos del abad Justin y la hermandad del monasterio.
A pedido del entonces obispo de Timok, el Sr. Milutin Stojadinovic, se construyó en la posada una capilla dedicada al santo Rey Milutin, que serviría a la hermandad durante el período invernal. La residencia y la capilla fueron consagradas el 29 de julio de 1979 por el patriarca serbio alemán.
La última vez que se renovó el monasterio fue el 5 de junio de 1990 bajo el liderazgo de la Madre Abadesa Anastasija Golić y Hieromonk Justin Jankovic.